# Metacyclops pseudoanceps
Metacyclops pseudoanceps – gatunek widłonoga z rodziny Cyclopidae. Opisał go w 1962 roku brytyjski zoolog James Green, nadając mu nazwę Microcyclops pseudo-anceps.